# Bustina

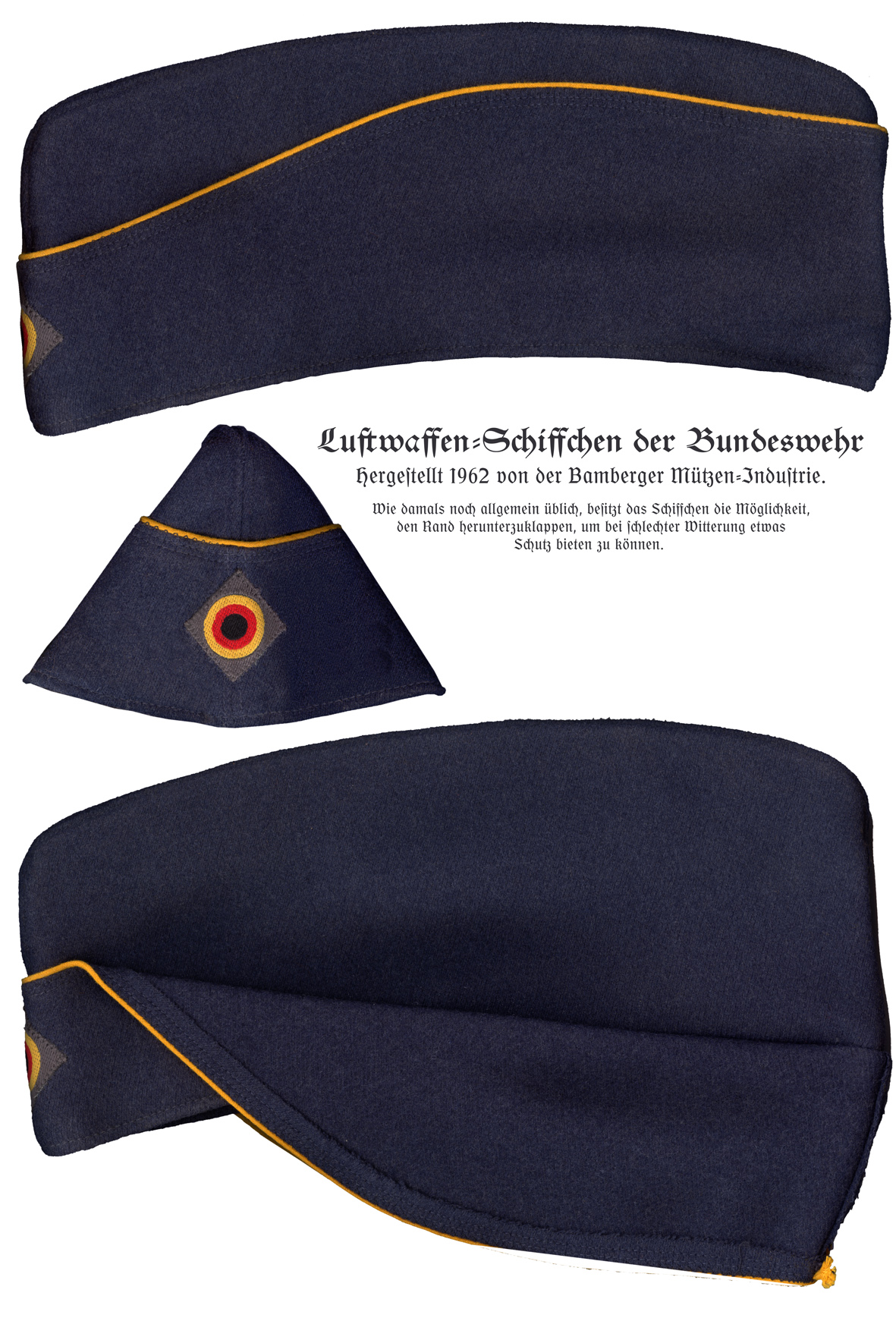
Bustina delle Forze Aeree Tedesche

La bustina è un copricapo militare che può essere piegato ed appiattito, quando non viene utilizzato. Ha i due lati maggiori semi-rigidi, mentre la sommità è leggermente espandibile a soffietto. Di solito sulla fronte viene posto il fregio militare.
Si è imposta per semplicità d'utilizzo ed economicità di costo di produzione. Ha avuto grande fortuna tra la prima e la seconda guerra mondiale, ma negli ultimi anni ha perso terreno in favore del basco.
La nascita di questo copricapo trae origine da una vicenda legata alla prima guerra d'indipendenza italiana del 1848. In quella occasione i volontari toscani dell'Università di Pisa parteciparono al conflitto nella battaglia di Curtatone e Montanara dove per poter mirare e sparare dovettero tagliare la punta della feluca (il cappello tipico degli universitari) e ripiegarla cucita di lato.

## Storia
Ha una progressiva diffusione a partire dalla metà dell'Ottocento, spesso quale adattamento di capi di abbigliamento tradizionali già in uso.
Dapprima in Austria, si impone con due diversi modelli probabilmente di lontana ispirazione napoleonica, che avranno grande influenza, quello per fanterie, soprattutto nel mondo slavo e quello di cavalleria, imitato nel mondo anglosassone.
La bustina di fanteria austriaca ha una forma molto simile a quella attuale della pilotka russa, una parte centrale a forma di barchetta, ripiegata superiormente a soffietto, affiancata da due falde separate che, a seconda delle necessità potevano essere tenute alzate ovvero abbassate a fungere da coprinuca, visiera o cappuccio.

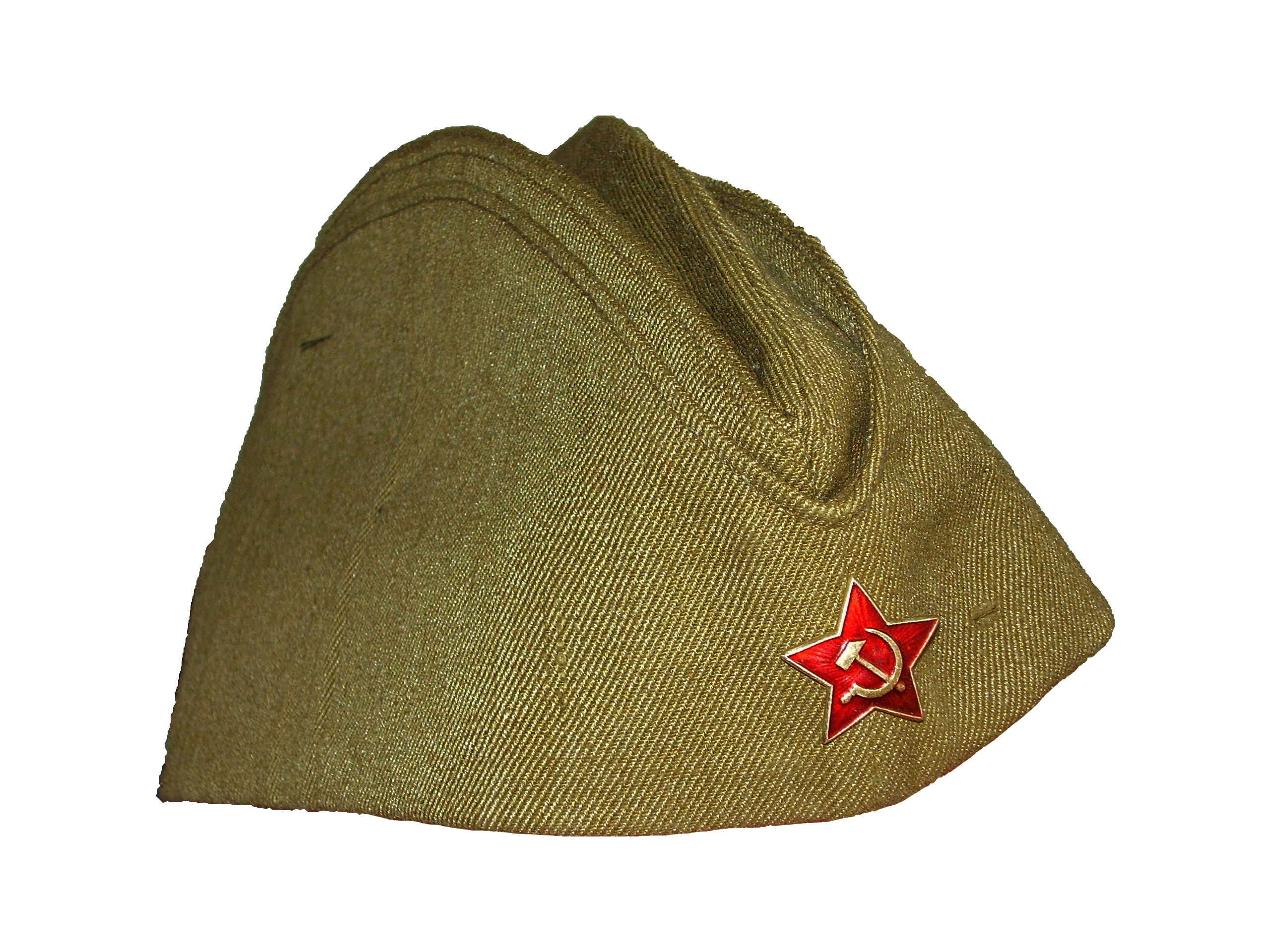
Pilotka dell'Armata rossa

Questa foggia fu imitata dai serbi e da questi si estese in Russia e costituì la base per l'analogo copricapo dell'esercito americano, in uso ancora oggi.
La bustina di cavalleria austriaca, invece, aveva una foggia sostanzialmente diversa, era un berretto di stoffa o panno, composto da una parte centrale munita di visierina ripiegabile, e da una falda abbottonabile sul davanti che, se ripiegata affiancava la circonferenza del copricapo, se distesa, ne faceva una sorta di passamontagna.
Questo modello fu prontamente adottato anche dalla cavalleria dell'Impero britannico.
Nel mondo anglosassone, inoltre, rimase in uso anche una variante del copricapo scozzese denominato glengarry.
In Francia, in Italia e in Spagna, vengono adottati modelli ispirati ai copricapi da fatica già in uso, caratterizzati da decorazioni piuttosto elaborate e nappine distintive.
I corazzieri italiani ancora oggi, nell'uniforme di servizio, portano una bustina particolarmente elegante, munita di visiera rigida.